# Myndus silukoensis
Myndus silukoensis är en insektsart som beskrevs av Van Stalle 1983. Myndus silukoensis ingår i släktet Myndus och familjen kilstritar. Inga underarter finns listade i Catalogue of Life.